# Wójtostwo (jezioro)
Wójtostwo – jezioro na Równinie Wrzesińskiej, w gminie Pobiedziska, na terenie Parku Krajobrazowego Promno i w obszarze Natura 2000 Ostoja koło Promna (PLH300030), na południe od wsi Wójtostwo. 

## Charakterystyka
Przez zbiornik wiedzie Kanał Czachurski, który od wielu lat funkcjonuje tylko wiosną. W ciągu lata wskutek parowania następuje spadek poziomu wody w jeziorze o około 0,8 m. Jakość wód jeziora jest zła, szczególnie z powodu deficytów tlenu. Stan natlenienia wody latem wskazuje, że jezioro podlega eutrofizacji i degradacji (tlen występuje tylko do głębokości 3 m, a głębiej wyłącznie siarkowodór). W jeziorze systematycznie dochodzi do zakwitów fitoplanktonu, w tym sinic, co potwierdza słaba przezroczystość i duża mętność wody.
Akwen ma kształt zbliżony do rogala, od południa otoczone jest lasami, a od północy polami. Na północnym brzegu nieliczne zabudowania wsi Wójtostwo. Od wschodu, we wcięciu rogala, bezimienne wzgórze o wysokości 102 m n.p.m. Na brzegu południowym Leśniczówka Promno. Właścicielem łowiska na jeziorze jest koło PZW nr 57 z Poznania (HCP). Zbiornik jest płytki (głębokość maksymalna 6,2 m, średnia 3,1 m). Brzegi porośnięte trzcinowiskami. Kilkanaście pomostów i dojść wędkarskich. Rybostan tworzą: karpie, amury, sandacze, karasie, leszcze, płocie, wzdręgi i węgorze.